# 广东梅州职业技术学院
广东梅州职业技术学院（英語：Guangdong Meizhou Vocational and Technical College,GDMZVTC）是位于中国广东省梅州市梅江区的一所市属高等职业技术学院，由梅州市人民政府主办，是梅州市首所公办高等职业学院。

## 概况
广东梅州职业技术学院以梅州农业学校（梅州市理工学校）为基础办学。总用地面积640.88亩，总规划建筑面积29.93万平方米。在校生规模约1.2万人。

## 办学历史
2019年，广东梅州职业技术学院列入广东省“十三五”高校设置规划。广东省教育厅建立粤东粤西粤北地区新设高校对口帮扶工作机制，其中由广州番禺职业技术学院对口帮扶梅州市建设广东梅州职业技术学院。
2021年5月，广东梅州职业技术学院获教育部备案同意正式设立。

## 院系设置
广东梅州职业技术学院设置有5个二级学院，计划开设45个专业。